# بارلفوغ (قرية)
بارلفوغ (بالنرويجية: Berlevåg)‏ هو المركز الإداري لبلدية بارلفوغ بمقاطعة فينمارك، النرويج. تقع القرية على الساحل الشمالي الشرقي من شبه جزيرة فارانغر على طول بحر بارنتس. عند اقتراب الحرب العالمية الثانية من نهايتها، تراجع الألمان من مقاطعة فينمارك في الفترة ما بين سبتمبر 1944 وفبراير 1945 واستخدموا تكتيكات الأرض المحروقة وتم إحراق جميع المباني في بارلفوغ.